# All Request Live
All Request Live är det amerikanska rockbandet Weens fjärde livealbum, släppt 22 november 2003. Albumet spelades in den 22 juli 2003. Låtarna från All Request Live valdes av fansen på Weens hemsida.
Pitchfork gav albumet 7.7 av 10 i betyg.

## Låtlista
Alla låtar skrevs av Ween.
1. "Happy Colored Marbles" - 5:12
2. "The Stallion (Pt. 1)" - 2:56
3. "The Stallion (Pt. 2)" - 4:24
4. "The Stallion (Pt. 3)" - 3:25
5. "The Stallion (Pt. 4)" - 3:19
6. "The Stallion (Pt. 5)" - 3:36
7. "Demon Sweat" - 4:10
8. "Cover It with Gas and Set It on Fire" - 2:05
9. "Awesome Sound" - 5:03
10. "Cold Blows the Wind" - 4:39
11. "Pollo Asado" - 3:14
12. "Reggaejunkiejew" - 5:53
13. "Tried and True" - 4:34
14. "Mononucleosis" - 3:19
15. "Stay Forever" - 3:35
16. "Where'd the Cheese Go?" - 5:47